# Швольман, Виктор Августович
Виктор Августович Швольман (24 октября 1929, Москва — 25 июня 1985, Москва) — советский геолог-тектонист, учёный секретарь Междуведомственного тектонического комитета АН СССР (1979). Многолетний постоянный научный сотрудник Геологического института АН СССР (с 1959 года).

## Биография
Родился 24 октября 1929 года в Москве в семье Августа Яновича Швольмана (1889—1938), начальника строительства треста «Госгражданстрой», был репрессирован.
До 1941 года (до 4 класса) учился в средней школе № 175, Свердловского района города Москвы.
В 1942—1943 годах работал в мастерских Треста «Точмех». Продолжил образование в школе № 167.
В 1946—1947 годах работал коллектором в геологических экспедициях Полярно-Уральской группы СОПС АН СССР.
В 1949—1953 годах служил в Военно-морском флоте СССР (Северный флот), где окончил курсы офицеров запаса (1952—1953).
В 1953—1954 годах работал лаборантом на Геологическом факультете МГУ.
В 1954—1959 годах учился на Геологическом факультете МГУ. Получил «диплом с отличием» по специальности «геологическая съёмка и поиски месторождений полезных ископаемых». Тема дипломной работы «Геологическое строение Ангаро-Канской части Енисейского кряжа», материал был собран в Енисейской экспедиции МГУ под руководством Л. А. Рагозина.
С июля 1959 года работал в Геологическом институте АН СССР (ГИН АН СССР) в Москве: младший научный сотрудник в отделе региональной тектоники, старший научный сотрудник (1979). Был в тектонической группе М. В. Муратова.
Работал под руководством М. В. Муратова и А. Л. Яншина над тектоническим районированием Евразии, макетами для Аравийской платформы, Гиндукуш-Памиро-Куньлунь-Гималайской области, районов Индонезии и Филиппин.
Участвовал в составлении тектонических карт:
- 1964 — Евразии, масштаб 1:40 000 000
- 1966 — Евразии, масштаб 1:5 000 000
- 1979 — Северной Евразии, масштаб 1:15 000 000.

В 1970-х годах был заместителем редактора раздела «Тектоника» в Реферативном журнале.
В 1972 году защитил кандидатскую диссертацию по теме «Тектоническое развитие Памира в меловом и палеогеновом периодах».
Был на научных конференциях в командировках в Индии (1977, 1978, 1980, 1984).
В апреле 1985 года был переведён в лабораторию геодинамики фанерозоя ГИН АН СССР.
Скончался 25 июня 1985 года в Москве.

## Награды и премии
- 1974 — Почётная грамота Президиума АН СССР, в связи с 250-летием Академии наук.
- 1984 — Медаль «Ветеран труда», за многолетнюю безупречную работу.

## Членство в организациях
- 1975 — Учёный секретарь оргкомитета Советско-Индийского симпозиума по сравнительной геологии Кавказа и Гималаев.
- 1976 — Учёный секретарь Специализированного совета по защите докторских диссертаций по геологии, геотектонике и геологии океанов и морей.
- 1979 — Учёный секретарь Междуведомственного тектонического комитета АН СССР.